# Pericallia
Pericallia är ett släkte av fjärilar som beskrevs av Jacob Hübner 1820. Pericallia ingår i familjen björnspinnare.

## Dottertaxa tillPericallia, i alfabetisk ordning[1][2]
- Pericallia aequata
- Pericallia agassizi
- Pericallia albidior
- Pericallia bangaiensis
- Pericallia burica
- Pericallia callisoma
- Pericallia centralasiae
- Pericallia clavatus
- Pericallia concreta
- Pericallia conflictalis
- Pericallia confluens
- Pericallia coorgensis
- Pericallia dentata
- Pericallia dissoluta
- Pericallia distinguenda
- Pericallia distorta
- Pericallia dohertyi
- Pericallia dora
- Pericallia erosa
- Pericallia everetti
- Pericallia flaveola
- Pericallia formosa
- Pericallia graeseri
- Pericallia haliciaca
- Pericallia idriensis
- Pericallia imperialis
- Pericallia intermedia
- Pericallia khandalla
- Pericallia klapperichi
- Pericallia lorquini
- Pericallia lutea
- Pericallia luteotincta
- Pericallia magna
- Pericallia marmorata
- Pericallia matherana
- Pericallia matrona
- Pericallia matronula
- Pericallia melanopsis
- Pericallia multimaculata
- Pericallia mussoti
- Pericallia nigrescens
- Pericallia nigroapicalis
- Pericallia nigrostriata
- Pericallia ocellifera
- Pericallia opaca
- Pericallia pannosa
- Pericallia pannosula
- Pericallia parva
- Pericallia pasinuntia
- Pericallia pauciguttata
- Pericallia picta
- Pericallia plutonica
- Pericallia quadrimaculata
- Pericallia reducta
- Pericallia ricini
- Pericallia rubelliana
- Pericallia rudis
- Pericallia sachalinensis
- Pericallia serena
- Pericallia sipahi
- Pericallia sipahila
- Pericallia sipahina
- Pericallia transversa
- Pericallia travancorica
- Pericallia tricolor
- Pericallia whiteheadi
- Pericallia zerah